# Gottfried Anton

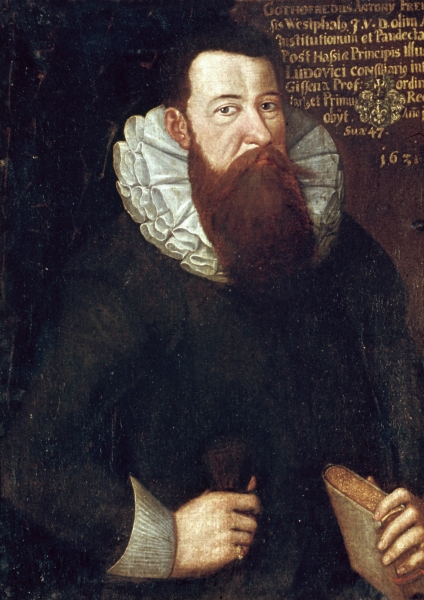
Gottfried Anton in der Gießener Professorengalerie

Gottfried Anton (auch: Antonii, Antonius, Anthon; * 1571 in Fröndenberg; † 16. März 1618 in Gießen) war ein deutscher Rechtswissenschaftler.

## Leben
Der Sohn des Gastwirtes und Goldschmieds Peter Antonius und seiner Ehefrau Franziska, geb. Fischer besuchte Schulen in Unna und Hamm. Danach setzte er seine Ausbildung am Gymnasium in Soest fort, wo er sich nebenbei als Informator der Kinder eines Adligen seinen Unterhalt verdiente. 1594 begann er an der Universität Marburg ein Studium der Rechtswissenschaften, welches er am 1. November 1596 mit der Promotion zum Doktor der Rechtswissenschaften abschloss. In Marburg baute er sich eine Kanzlei auf und hielt an der dortigen Hochschule Privatvorlesungen. Am 1. September 1603 wurde er an der Marburger Hochschule Professor der Institutionen und 1604 Professor der Pandekten. Als sein Dienstherr Moritz von Hessen-Kassel die reformierte Lehre in seinem Herrschaftsbereich einführte, empfand dies Antonius als Lutheraner als Demütigung. Um nicht dem Calvinismus ausgesetzt zu sein, begab er sich zu Ludwig V. von Hessen-Darmstadt nach Gießen, wo er im November 1605 Professor der Rechte am dortigen Gymnasium illustre sowie dessen Rat wurde.
Mit der Erteilung des kaiserlichen Hochschulpatents durch Kaiser Rudolf II. am 19. Mai 1607 wurde das Gymnasium in den Status einer Universität erhoben. Hier übernahm Anton, der sich maßgeblich auch an der Gründung derselben beteiligt hatte, das Ordinariat der Juristischen Fakultät, wurde erster Prorektor und Kanzler der Alma Mater. Während jener Zeit geriet er in einen juristischen Gelehrtenstreit mit Hermann Vultejus, der als Marburg-Gießener-Streit in die Geschichte der Rechtswissenschaft Eingang fand. Nachdem er für seinen Dienstherrn auch am kaiserlichen Hof, bei Reichstagen und am Kammergericht tätig geworden war, kehrte er von einer Dienstreise nach Dresden gesundheitlich geschwächt nach Gießen zurück. Über längere Zeit plagte er sich mit einer Gichterkrankung herum, an deren Folgen er starb.
Aus seiner am 1. November 1596 in Marburg geschlossenen Ehe mit Elisabeth, Tochter des Syndikus des Deutschen Ordens bei der Landkompturei in Marburg, dann fürstlich hessisch-darmstädtischer Hof- und Regierungsrat in Gießen Conrad Pistoris (* Oktober 1541; † 2. September 1612 in Gießen) und dessen Frau Elisa Metzger, sind mehrere Kinder hervorgegangen. Bekannt sind der Sohn Wilhelm Anton und die Tochter Elisabeth Katharina Anton (* 1605 in Marburg; † 6. Juni 1670 in Gießen), verheiratet in erster Ehe 1627 mit dem Rentmeister und Kammerrat Nicolaus Stippius (4 Söhne, 2 Töchter, † alle vor Mutter), in zweiter Ehe 1660 mit dem Professor an der juristischen Fakultät Gießen Georg Tülsner (1600–1672).
Sein Bruder Johann Antonius war Amtmann des freiweltlich-adeligen Damenstifts in Fröndenberg.

## Werkauswahl
- Disputatio de Jurisdictione veteri ct nova scu hodiema maxime quatenus in Principe Germano residet. Gießen 1606.
- Disputatio de Camerae Imp. jurisdictione. Gießen 1607.
- Disputatio apologetica de potestatc Imperatoris legibus soluta, et hodicrno Imperii statu … advcrsus Hermannum Vultejum. Gießen 1608.
- Disputatio Anti-Vultcjana sccunda, tenia, quarta. Gießen 1609/10.
- Adversaria in plerasque Andreae Gaillii practicab observat. 1629.